# 연대조합
연대조합(Solidarity Union)은 뉴질랜드의 사회주의 아오테아로아의 조 캐롤런(Joe Carolan) 등이 2006년 8월에 설립한 노동조합이다. 유의미한 활동은 2008년 사실상 종료되었다.  2010년 이사는 그랜트 모건이었고 2012년에는 레너드 찰스 파커(Leonard Charles Parker)와 피터 마이클 휴즈(Peter Michael Hughes)가 이사를 맡았다.